# أنجيلو غريغوريو
أنجيلو غريغوريو (بالإيطالية: Angelo Gregorio)‏ (11 أبريل 1991 بفورليمبوبولي في إيطاليا - ) هو لاعب كرة قدم إيطالي في مركز الدفاع. لعب مع نادي بولونيا ونادي تشيزينا وسيتا دي بونتيديرا ونادي تيرامو وSantarcangelo Calcio ‏.

## وصلات خارجية
- أنجيلو غريغوريو على موقع قاعدة بيانات كرة القدم.إي يو (الإنجليزية)